# Ida Applebroog

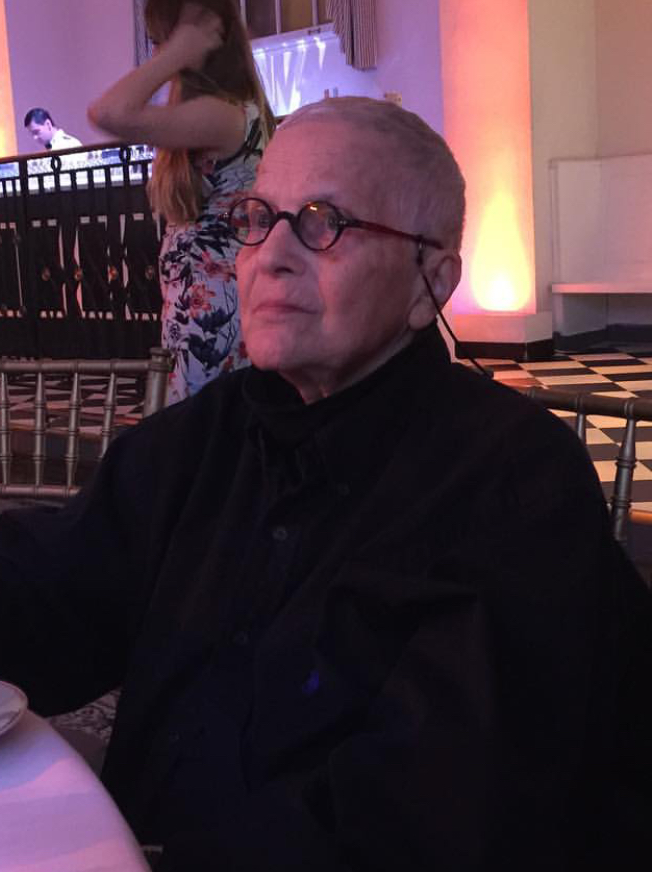
Ida Applebroog (2017)

Ida Applebroog (* 11. November 1929 in Bronx, New York City als Ida Appelbaum; † 22. Oktober 2023 in Manhattan, New York City) war eine US-amerikanische Bildhauerin und Malerin.

## Leben
Applebroog wurde in eine ultraorthodoxe Familie geboren und studierte zwischen 1947 und 1950 am New York State Institute of Applied Arts and Science. Zunächst arbeitete sie als Illustratorin und zog 1956 nach Chicago. Dort studierte sie 1965 bis 1968 auch an der Kunsthochschule des Art Institute of Chicago. Anschließend übersiedelte sie nach San Diego,
wo sie 1973 einen Lehrauftrag an der University of California, San Diego, übernahm. Mitte der 1970er Jahre kehrte sie nach New York zurück.
1997 erhielt sie die Ehrendoktorwürde der Parsons School of Design und 1998 war sie MacArthur Fellow. 2014 wurde Ida Applebroog zum Mitglied (N.A.) der National Academy, New York gewählt.
Im Jahr 2016 porträtierte ihre Tochter, die Undergroundfilmerin Beth B (Beth Billingsley, * 1955), sie im Dokumentarfilm Call Her Applebroog.
Sie verstarb am 22. Oktober 2023 im Alter von 93 Jahren.

## Werk
Applebroog wandte sich im Laufe der 1960er Jahre zunehmend feministischen Themen zu und änderte Anfang der 1970er Jahre ihren Namen. In den 1970er Jahren war sie Teil des Kollektives um die Zeitschrift Heresies. Zusammen mit Lucy R. Lippard, Joan Snyder, Pat Steir und anderen gab sie Künstlerbücher und politische Schriften heraus. Applebroog blieb zeitlebens der Gegenständlichkeit verpflichtet. Sie teilte ihre Bilder oft in Einzelbilder auf, die an die Sequenzen von Filmstreifen oder Comicstrips erinnern.
Sie war zweimal auf der Documenta in Kassel vertreten (1987 und 2012). Werke von ihr befinden sich um Beispiel in den Sammlungen des Museum of Modern Art in New York oder in den Bayerischen Staatsgemäldesammlungen in der Pinakothek der Moderne in München.
Seit den 1980er Jahren wurde sie von der Ronald Feldman Gallery in New York vertreten. 2009 wechselte sie zur Galerie Hauser & Wirth. In ihren letzten Lebensjahren hatte sie eine Reihe von Museumsausstellungen.

## Einzelausstellungen (Auswahl)
- 1971 Boehm Gallery, Palomar College, San Marcos
- 1980 Rotterdam Arts Foundation, Rotterdam
- 1985 Galleria del Cavallino, Venedig
- 1987 Ronald Feldman Fine Arts, New York City
- 1990 „Happy Families“, Cont. Arts Museum, Houston
- 1991 Barbara Gross Galerie, München
- 1992 Bonner Kunstverein
- 1993 The Metropolitan Museum Mezzanine Gallery, New York City
- 1994 Galerie Akinci, Amsterdam
- 1999 Galerie im Taxispalais, Innsbruck
- 2014 Musée d’Art Contemporain du Val-de-Marne, Vitry-sur-Seine
- 2016 Institute of Contemporary Art, Miami
- 2021 Museo Reina Sofía, Madrid

## Ausstellungsbeteiligungen (Auswahl)
- 1970 Fine Arts Museum, San Diego
- 1982 „Erotik in der Kunst“, Bonner Kunstverein, Bonn
- 1987 Documenta 8, Kassel
- 1991 „Myths“, Museum of Modern Art, New York City
- 1993 „Die Arena des Privaten“, Kunstverein München
- 1994 „Against All Odds:The Healing Powers of Art“, Ueno Royal Museum, Tokio
- 1999 Galerie im Taxispalais, Innsbruck (mit Maria Brunner und Paul McCarthy)
- 2012 Documenta 13, Kassel